# Vieirinha
Adelino André Vieira Freitas (Gonça, Guimarães, 24 de enero de 1986) es un exfutbolista portugués que jugaba de centrocampista.

## Selección nacional
Fue internacional con la selección de fútbol de Portugal, con la que ganó la Eurocopa 2016.

### Participaciones en Eurocopas
| Copa          | Sede    | Resultado |
| ------------- | ------- | --------- |
| Eurocopa 2016 | Francia | Campeón   |

## Clubes
| Club                   | País     | Año       |
| ---------------------- | -------- | --------- |
| F. C. Porto            | Portugal | 2003-2005 |
| F. C. Marco            | Portugal | 2005-2006 |
| F. C. Porto            | Portugal | 2006-2007 |
| Leixões S. C.          | Portugal | 2007-2008 |
| PAOK de Salónica F. C. | Grecia   | 2008-2011 |
| VfL Wolfsburgo         | Alemania | 2011-2017 |
| PAOK de Salónica F. C. | Grecia   | 2017-2025 |

## Palmarés

### Títulos nacionales
| Título                | Club                   | País     | Año  |
| --------------------- | ---------------------- | -------- | ---- |
| Supercopa de Portugal | F. C. Porto            | Portugal | 2006 |
| Primeira Liga         | F. C. Porto            | Portugal | 2007 |
| Copa de Alemania      | VfL Wolfsburgo         | Alemania | 2015 |
| Supercopa de Alemania | VfL Wolfsburgo         | Alemania | 2015 |
| Copa de Grecia        | PAOK de Salónica F. C. | Grecia   | 2018 |
| Superliga de Grecia   | PAOK de Salónica F. C. | Grecia   | 2019 |
| Copa de Grecia        | PAOK de Salónica F. C. | Grecia   | 2019 |
| Copa de Grecia        | PAOK de Salónica F. C. | Grecia   | 2021 |
| Superliga de Grecia   | PAOK de Salónica F. C. | Grecia   | 2024 |

### Títulos internacionales
| Título                               | Club (*)              | País     | Año  |
| ------------------------------------ | --------------------- | -------- | ---- |
| Campeonato Europeo Sub-17 de la UEFA | Selección de Portugal | Portugal | 2003 |
| Eurocopa                             | Selección de Portugal | Francia  | 2016 |

(*) Incluyendo la selección